# Tweed Run
Tweed Run (i Danmark Tweed Ride) er en serie cykel-arrangementer, der bliver afholdt i byer rundt om i verden, hvor cyklisterne forventes at i føre sig britiske cykelbeklædning, særligt tweed i form af bl.a. jakkesæt og plus four. Alle typer cykler er acceptable ved Tweed Run, men der bliver opfordret til brug af klassiske ældre cykler eller moderne cykler i gammel stil. Dette indbefatter også brugen af væltepetercykler.
Det første officielle tweed run i London blev afholdt den 24. januar 2009, og blev arrangeret via et online cykelforum. Den næste blev afholdt den 10. april 2010, hvor omkring 500 personer deltog.
I Danmark er arrangementet afholdt siden 2012 under navnet Tweed Run i København, hvor det er foregået i september. Siden er traditionen også taget op i Odense.